# Pasuruhan Lor
Pasuruhan Lor is een bestuurslaag in het regentschap Kudus van de provincie Midden-Java, Indonesië. Pasuruhan Lor telt 10.486 inwoners (volkstelling 2010).